# Sylvie Barnay
Sylvie Barnay est une historienne française née en 1964 à Paray-le-Monial. Docteur-ès-lettres, spécialiste d'histoire du christianisme, elle est Maître de Conférences en Histoire religieuse à l’Université de Lorraine où elle poursuit une carrière d'enseignant et de chercheur. Elle est également chargée d'enseignement à l’Institut catholique de Paris. 

## Biographie
Médiéviste de formation, Sylvie Barnay s’est d’abord spécialisée dans l’histoire de la sainteté et de la spiritualité médiévale sous la direction d’André Vauchez, ancien Directeur de l’École française de Rome de 1995 à 2003. Entre son Doctorat soutenu à l'Université Paris-X Nanterre et son Habilitation à diriger des recherches obtenue à l’École des hautes études en sciences sociales (EHESS) en 2014, elle poursuit une trajectoire qui la conduit à étudier les rapports entre le passé et le présent, l’histoire et la mémoire, les images médiévales et contemporaines. Auteur de plusieurs livres et de nombreux articles, elle est spécialiste du culte marial. Elle consacre son activité scientifique à l'histoire et à la théologie des visions et des apparitions de la Vierge. Elle est aussi correspondante régulière au quotidien du Vatican, L’Osservatore Romano, sur les questions d’art, culture et religion.  

## Publications
- Les Apparitions de la Vierge, Cerf, Paris, 1992  (ISBN 2204045462)
- Le Ciel sur la terre : les apparitions de la Vierge au Moyen Âge (préf. de Jean Delumeau), Cerf, Paris, 1999  (ISBN 2204063134)
- La Vierge : femme au visage divin, Gallimard, coll. « Découvertes Gallimard / Religions » (no 401), Paris, 2000  (ISBN 2070535215)
- Les saints : des êtres de chair et de ciel, Gallimard, coll. « Découvertes Gallimard / Religions » (no 458), Paris, 2004  (ISBN 2070429415)
- La Parole habitée : les grandes voix du prophétisme, Éditions Points, coll. « Points sagesses », Paris, 2012  (ISBN 9782757817384)
- « Le futur antérieur : prophétismes européens au XXe siècle », dans André Vauchez (sous la direction de), Prophètes et prophétisme. Paris, Éditions du Seuil, 2012, p. 287-350.
- La Vierge des visions et des apparitions (à paraître, 2026)